# Давній Херсонес

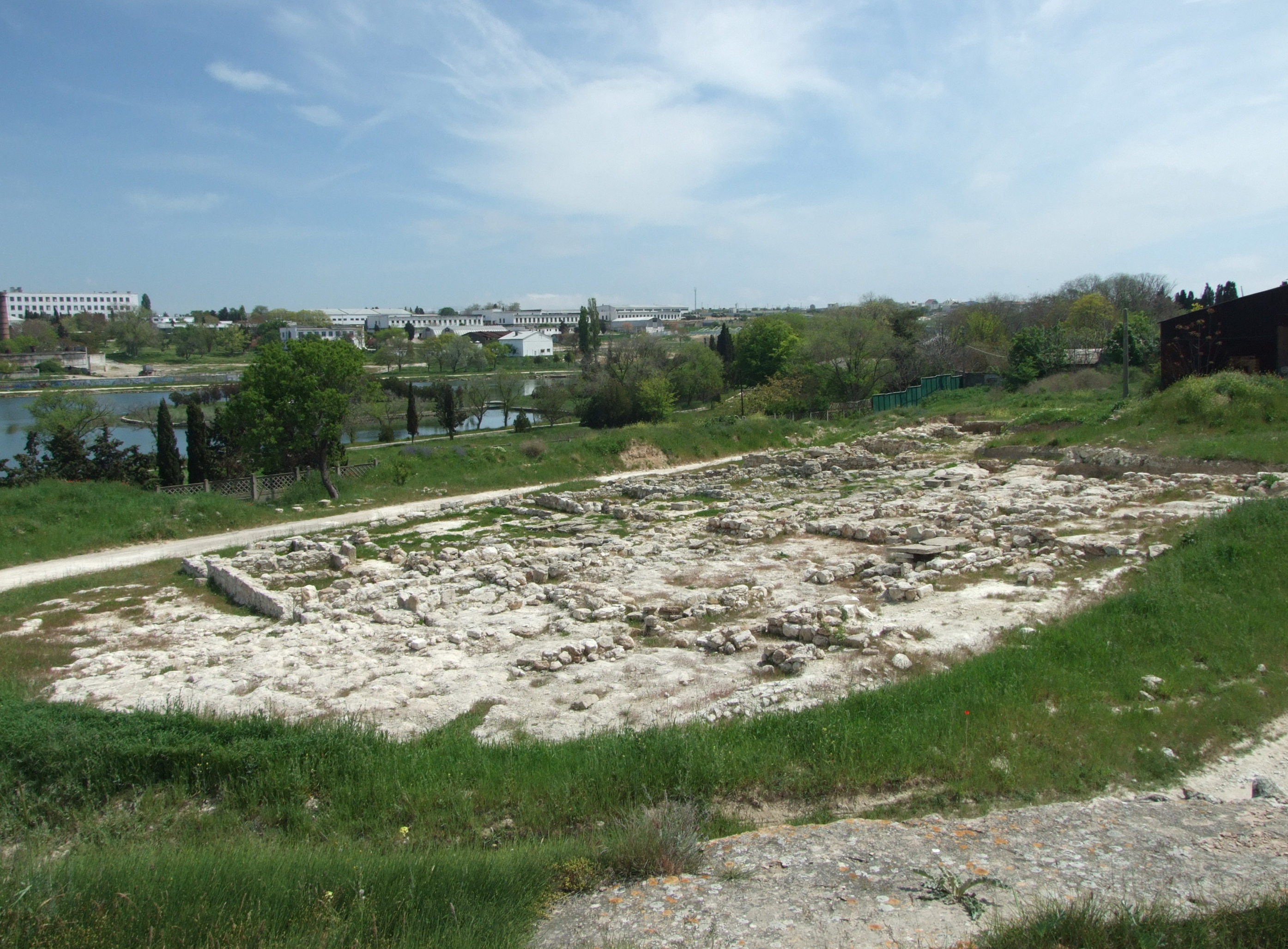

Давній Херсонес, також Страбоновий Херсонес — давньогрецьке місто на південному узбережжі Криму, про яке відомо зі свідчення історика і географа Страбона. Місто розташовувалося неподалік від Херсонесу Таврійського.

## Свідчення Страбона
Якщо плисти далі вздовж (кримського) узбережжя, то далі йде випнутий у море… великий мис… На цьому місці розташоване місто Гераклейців, яке… називається Херсонесом… Потім слідують Давній Херсонес, що лежить в руїнах, і потім гавань із вузьким входом, де таври зазвичай збирали свої розбійницькі банди, нападаючи на тих, хто рятувався сюди втечею. Ця гавань називається Сімболон Лімен («сигнальна гавань»)…
 (Strabo, VII, 4, 2). 

## Версії сучасних істориків
Документальних свідчень про існування давнішого Херсонесу, ніж відомий сьогодні Херсонес Таврійський, надзвичайно мало. З розповіді Страбона відомо лише, що місто "Давній Херсонес " знаходилося десь поблизу відомого нам Херсонеса, і що до часу створення його «Географії» це місто вже було покинуте. 
Місце розташування та час виникнення цього міста залишається до кінця нез'ясованим. Ф. К. Брун поміщав його на південному березі Криму, біля мису Ая. К. Е. Гриневич шукав Давній Херсонес на дні моря біля херсонеського маяка. У 1930 та 1931 роках він провадив тут дослідження морського дна, які, однак, не дали результату. 
Найбільш обґрунтованими зараз визнані дві точки зору, що спираються на результати археологічних розкопок під керівництвом К. К. Косцюшко-Валюжинича і Н. М. Печенкіна на Маяковому півострові. За однією з версій, Давній Херсонес займав увесь Маячний півострів. Два фортечні мури з потужними вежами відокремлювали його від Гераклейського півострова. Простір між стінами правив за притулок для жителів Маячного півострова на випадок небезпеки; в мирний час цей простір не забудовувався і був, мабуть, ненаселеним. 
За гіпотезою Г. Д. Бєлова, поселення Давнього Херсонесу було конгломератом розкиданих на території Маякового півострова сільських садиб із земельними наділами при них.
За гіпотезою С. Ф. Стржелецького, Давній Херсонес знаходився на перешийку біля Козачої бухти між двома оборонними мурами, а територія Маякового півострова була його хорою.
На думку Ю. Г. Винроградова та М. І. Золотарьова, давнє поселення на місці Херсонесу Таврійського (заснованого 421 року до н. е.) було засноване в період іонійської колонізації у IV столітті до н.е.

## Клери Херсонеса
Клери Херсонеса — земельні наділи громадян Херсонеса Таврійського на Гераклійському півострові. Займали площу близько 10 тис. га. У 4 ст. до н. е. були розмежовані за прямокутною системою з використанням єгипетських лінійних мір. На Маячному півострові знаходилося 20–22 групи ділянок, кожна по 17,6 га, на решті території Гераклійського п-ова — бл. 380 по 26,4 га. Кожна з них складалася відповідно з 4 або 6 менших ділянок пл. 4,4 га, які й становили наділи окремих громадян. На багатьох наділах стояли садиби, часто укріплені, решта землі була поділена на ділянки для вирощування винограду, зернових культур та плодових дерев.